# Хосам Рамзи
Хосам Рамзи (на арабски: حسام رمزي 15 декември 1953 г. – 10 септември 2019 г.) е египетски перкусионист и композитор. Работил е с английски изпълнители, включително Джими Пейдж и Робърт Плант, Сиукси Сиукс, както и с арабски музиканти като Рашид Таха и Халед.

## Ранен живот и кариера
Рамзи е роден в богато семейство от Кайро. Започва да свири на традиционен египетски табла бокал барабан в ранна възраст. През 70-те години той се мести в Лондон и започва да свири със саксофониста Анди Шепърд. Сътрудничеството му с джаз музиканти му спечелва прозвището „Султанът на суинга“. През 1989 г. работи с Питър Габриел по саундтрака към „Последното изкушение на Христос“ на Мартин Скорсезе. Това привлича вниманието на артистите Франк Ашер и Джипси Кингс.
През 1994 г. той се завръща към корените си и сформира египетски ансамбъл от десет души, който участва в албума No Quarter: Jimmy Page and Robert Plant Unledded. Рамзи и неговият ансамбъл също придобиват известност, като правят турне с Плант и Пейдж през 1995 г. в подкрепа на техния албум. На следващата година Рамзи издава първата от трите съвместни песни с английския аранжор Фил Торнтън, Eternal Egypt. Успехът на смесицата от традиционна египетска музика на Eternal Egypt подтиква следващите албуми Immortal Egypt и Enchanted Egypt. През 1996 г. Хосам и неговата перкусионна секция свирят с Big Country в клуб „Dingwalls“ и излиза албумът на живо Eclectic. През 1998 г. той свири с Рашид Таха, Халед и Фауд на техния концерт 1,2,3 Soleils и отново подкрепя Халед за албума Flying Carpet на Claude Challe.
През 2000 г. Timbaland семплира своята версия на Khosara, египетска песен от Абдел Халим Хафез, за песента на Jay-Z Big Pimpin'. След 2000 г. Рамзи все по-често започва да аранжира музика за поп звезди. През 2005 г. той аранжира някои песни за албума Life на Рики Мартин и работи с Шакира по нейния албум She Wolf. Той също участва с две песни към саундтрака на филма Принцът на Персия и една към саундтрака на Конан Варварина.
Последният му албум, озаглавен Rock the Tabla, е издаден на 30 август 2011 г. В него участват индийският композитор AR Рахман, Омар Фарук Текбилек, Ману Каче и Били Кобъм.

## Избрана дискография
| Албуми             | Албуми                                                                  | Албуми           |
| Година на издаване | Заглавие                                                                | Лейбъл           |
| ------------------ | ----------------------------------------------------------------------- | ---------------- |
| 1989               | Passion (Peter Gabriel)                                                 | Not on label     |
| 1994               | No Quarter                                                              | Atlantic Records |
| 1994               | Best of Farid Al Atrash                                                 | ARC Music        |
| 1994               | Best of Abdul Halim Hafiz                                               | ARC Music        |
| 1994               | Best of Oum Kalthoum                                                    | ARC Music        |
| 1994               | Best of Mohammed Abdul Wahab                                            | ARC Music        |
| 1994               | Baladi Plus                                                             | ARC Music        |
| 1994               | Sultaan                                                                 | ARC Music        |
| 1995               | Egyptian Rai                                                            | ARC Music        |
| 1995               | Source of Fire                                                          | ARC Music        |
| 1996               | Gamaal Rawhany (Soulful Beauty) an album of Modern Egyptian Belly Dance | ARC Music        |
| 1996               | Eternal Egypt                                                           | Not on label     |
| 1996               | Ahlamy (with Rafat Misso)                                               | ARC Music        |
| 1996               | Eclectic (with Big Country)                                             | Castle Music     |
| 1997               | Best of Hossam Ramzy                                                    | Not on label     |
| 1998               | Messiah Meets Progenitor                                                | Not on label     |
| 1998               | Ro-He (with Essam Rashad0                                               | ARC Music        |
| 1998               | Rhythms of the Nile                                                     | ARC Music        |
| 1998               | Immortal Egypt                                                          | Not on label     |
| 2000               | Amar                                                                    | Not on label     |
| 2000               | Sabla Tolo, Journeys into Pure Egyptian Percussion                      | ARC Music        |
| 2002               | Faddah                                                                  | ARC Music        |
| 2002               | Qanun El Tarab                                                          | ARC Music        |
| 2003               | Flamenco Arabe                                                          | ARC Music        |
| 2003               | Hossam Ramzy Presents Egyptian Sufi Sheikh Mohamed Al Helbawy           | ARC Music        |
| 2003               | Hossam Ramzy Presents Dalinda – Turquoise                               | ARC Music        |
| 2004               | Enchanted Egypt                                                         | Not on label     |
| 2007               | Bedouin Tribal Dance                                                    | ARC Music        |
| 2007               | Secrets of the Eye                                                      | ARC Music        |
| 2007               | Sabla Tolo II                                                           | ARC Music        |
| 2008               | Sabla Tolo III                                                          | ARC Music        |
| 2009               | Ruby                                                                    | ARC Music        |
| 2011               | Rock the Tabla                                                          | ARC Music        |
| 2013               | Songs from Libya                                                        | ARC Music        |

## Награди
- „New Age Voice Award“ за най-добра съвременна световна музика за Immortal Egypt (1999)